# M1943式76毫米步兵炮
M1943式76毫米步兵炮(OB-25)（俄語：76-мм полковая пушка обр. 1943 г. (ОБ-25)），是苏联二战时期主要的团级步兵炮。

## 历史
1943年，位于基洛夫州第172厂试验设计局米哈伊尔·尤里耶维奇·切日里尼科夫设计。以替代M1927式76毫米步兵炮与M-42 45mm反坦克炮 (M-42)。使用液压驻退机，一个具有4根弹簧的复位机。采用ZIS-1或GAZ-AA卡车的车轮。高低机一体。比原型号减重了180kg。
1943年6月18日到26日，样炮在格罗沃斯特试验场接收试射了157次。经过四次改进的样炮被送到前线实战考验。1943年9月4日，设计通过审批，投入量产。

## 弹药
- 弹药类型：
  - 预制破片高爆榴弹：OF-350
  - 高爆反坦克弹：BP-350M.
- 投掷重量：
  - OF-350：6.2 kg.
- 初速：
  - OF-350, O-350A：262 m/s.
  - BP-350M：311 m/s.
- 有效射程：
  - OF-350, O-350A：4,200 m.
  - BP-350M：1,000 m.